# Амангельды (Келесский район)
Амангельды (каз. Амангелді) — село в Келесском районе Туркестанской области Казахстана. Входит в состав Биртилекского сельского округа. Код КАТО — 515447280.

## Население
В 1999 году население села составляло 1122 человека (578 мужчин и 544 женщины). По данным переписи 2009 года, в селе проживало 1147 человек (570 мужчин и 577 женщин).